# Yitiaoshan
Yitiaoshan (kinesiska: 一条山) är en köping i nordvästra Kina. Den ligger i Jingtai härad i staden Baiyin i provinsen Gansu, omkring 130 kilometer norr om provinshuvudstaden Lanzhou. 